# Seyfert-stelsel

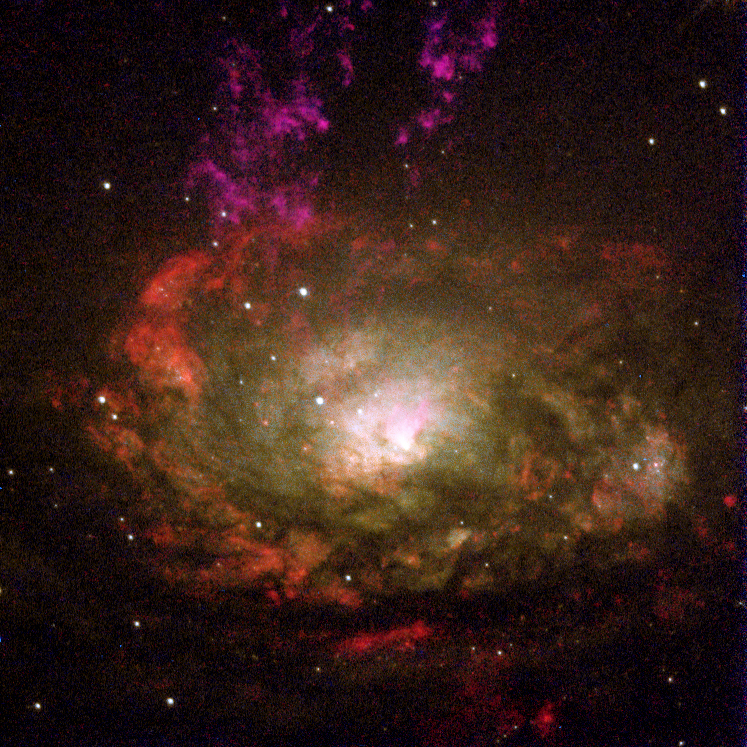
Het Circinusstelsel, een Seyfert-stelsel. Foto gemaakt door NASA met Ruimtetelescoop Hubble.

Seyfert-stelsels zijn een klasse van sterrenstelsels met kernen die spectraallijn-emissie produceren uit sterk geïoniseerd gas. Dit soort stelsels zijn vernoemd naar Carl Keenan Seyfert, de astronoom die deze klasse voor eerste identificeerde in 1943. De centra van dit soort stelsels vormen een subklasse van actieve sterrenstelsels (AGN) waarvan men denkt dat ze ook een superzwaar zwart gat bevatten met een massa tussen 10 en 100 miljoen zonnemassa's.

## Ontdekking
De eerste waarnemingen van Seyfert-stelsels zijn gedaan door Edward Arthur Fath (Lick-observatorium), die in 1908 ontdekte dat het spectrum van NGC 1068 emissielijnen vertoonde. Carl Seyfert ontdekte meer van deze stelsels en vond dat de emissielijnen afkomstig zijn van de heldere stervormige kern ervan.

## Kenmerken
De meeste Seyferts zijn spiraalvormige sterrenstelsels. Seyfert stelsels werden onderverdeeld in Type I en Type II stelsels, waarbij Type I lijnbreedtes vertonen tot meer dan 10.000 km/s en Type II van slechts 1000 km/s. Later werd deze onderverdeling verder verfijnd. Het gebied waaruit de Type I emissie afkomstig is werd broad line region genoemd.
Seyfert-stelsels worden gekenmerkt door zeer heldere kernen en spectra die zeer heldere emissielijnen hebben van onder andere waterstof, helium, stikstof en zuurstof. De breedte van de emissielijnen is het gevolg van Doppler-verbreding; de lijnen zijn vermoedelijk afkomstig van een accretieschijf rondom het zwarte gat.
Deze emissielijnen kunnen komen van het oppervlak van de accretieschijf of van gaswolken die worden verlicht door een "centrale motor" in de ionisatiekegel. De exacte geometrie van het gebied dat deze stralen uitzendt is moeilijk te bepalen door slechte resoluties. Maar elk deel van de accretieschijf heeft een andere snelheid gezien vanaf onze positie. Hoe sneller het gas rondom het zwarte gat draait, hoe breder de emissielijn zal zijn.
Seyfert-stelsels laten daarnaast ook nog een sterke emissie zien in de infrarode, ultraviolette en röntgendelen van het spectrum. Van de radio-emissie wordt verondersteld dat dit synchrotronstraling is van de jet van het zwarte gat. De infrarood-emissie is afkomstig van andere gebieden rondom het zwarte gat.

## Voorbeelden van Seyfert-stelsels
- Circinusstelsel
- Messier 77
- NGC 1275
- NGC 4151
- NGC 7742